# Тавда (река)
Тавда́ (на руски: Тавда) е река в Азиатската част на Русия, Западен Сибир, ляв приток на Тобол, протичаща на територията на Свердловска и Тюменска област, с дължина 719 km, заедно с лявата съставяща я Лозва – 1356 km.
Река Тавда се образува от сливането на реките Лозва (лява съставяща) и Сосва (дясна съставяща), на 63 m н.в., на 12 km северно от посьолок Гари, Свердловска област.
По цялото си протежение реката протича по дъното на ширика долина в силно заблатената, западна част на Западносибирската равнина, приблизително по условната граница между Туринска равнина и Кондинската низина на север. Първите стотина километра, до устието на река Пелим няколко пъти сменя посоката си, след което се насочва на югоизток и запазва това си направление до устието. По цялото си течение в Западносибирската равнина Тавда силно меандрира, с множество старици, протоци и малки непостоянни пясъчни острови. Влива се отляво в река Тобол, при неговия 116 km, на 36 m н.в., при село Бачерлино, Тюменска област
Водосборният басейн на река Тавда обхваща площ от 88,1 хил. km2, което представлява 20,68% от водосборния басейн на река Тобол и включва части от Свердловска и Тюменска област.
Границите на водосборния басейн на реката са следните:
- на север и североизток – водосборните басейни на река Северна Сосва, ляв приток на Об и реките Конда и Носка, леви притоци на Иртиш;
- на юг и югозапад – водосборния басейн на река Тура, ляв приток на Тобол;
- на запад – водосборния басейн на река Волга.

Река Тавда получава множество притоци, като 10 от тях са с дължина над 100 km:
- 719 ← Сосва 635 / 24 700, на 12 km северно от посьолок Гари, Свердловска област
- 719 → Лозва 637 / 17 800, на 12 km северно от посьолок Гари, Свердловска област
- 650 → Вагил 117 / 3830, Свердловска област
- 602 → Пелим 707 / 15 200, при село Пелим, Свердловска област
- 535 ← Анеп 108 / 1530, при село Пантелеева, Свердловска област
- 440 → Чьорная 218 / 3500, при село Чернавская, Свердловска област
- 398 → Волчимя 129 / 1240, Свердловска област
- 369 ← Таборинка 137 / 1390, при село Табори, Свердловска област
- 338 → Икса 129 / 1710, при село Городок, Свердловска област
- 222 → Карабашка 146 / 2790, при село Саитково, Свердловска област

Подхранването на река Тавда е смесено, като преобладава снежното с ясно изразено пролетно пълноводие от април до юли, лятно-есенно маловодие от август до октомври. Среден годишен отток при град Тавда, на 237 km от устието 462 m3/s (максимален 3250 m3/s, минимален 11,4 m3/s). Годишното колебание на нивото на реката достига до 6 m. Замръзва в началото на ноември, а се размразява в края на април.
По течението на Тавда са разположени няколко десетки населени места:
- Свердловска област – град Тавда и село Табори (районен център)
- Тюменска област – село Нижняя Тавда (районен център)

Река Тавда е плавателна при високи води по цялото си протежение.